# BEST OF TOKYO SKA 1998-2007
『BEST OF TOKYO SKA 1998-2007』（ベスト・オブ・トーキョー・スカ・1998-2007）は、2007年3月21日、cutting edgeから発売された東京スカパラダイスオーケストラ3作目のベスト・アルバム。CD2枚組。

## 解説
cutting edge移籍後のシングル・アルバム曲を網羅。選曲は茂木欣一。通常盤と初回限定盤2形態で発売。初回限定盤はミュージック・ビデオ17曲収録のDVDを同梱。

## 収録曲

### DISC.1
1. DOWN BEAT STOMP
  - 作詞：谷中敦　作曲：川上つよし
  - アルバム『Stompin' On DOWN BEAT ALLEY』収録
2. 火の玉ジャイヴ
  - 作曲：冷牟田竜之
  - シングル「火の玉ジャイヴ」収録
3. めくれたオレンジ
  - 作詞：谷中敦　作曲：川上つよし
  - シングル「めくれたオレンジ」収録
  - ゲストボーカル：田島貴男
4. CALL FROM RIO
  - 作曲：川上つよし
  - アルバム『Stompin' On DOWN BEAT ALLEY』収録
5. Natty Parade“Shaken Mix”
  - 作曲：北原雅彦
  - アルバム『HIGH NUMBERS』収録
  - “Shaken Mix”はスターバックス日本国内店舗にて2003年限定販売されたCD
6. 星降る夜に
  - 作詞：谷中敦・作曲：NARGO
  - シングル「星降る夜に」収録。
  - ゲストボーカル：甲本ヒロト
7. SKA ME CRAZY
  - 作詞：冷牟田竜之・作曲：NARGO
  - シングル「美しく燃える森」C/W曲
8. Ocean To Ocean
  - 曲：沖祐市
  - アルバム『HIGH NUMBERS』収録
9. 愛があるかい?
  - 作詞：杉村ルイ・作曲：沖祐市
  - シングル「愛があるかい?」収録
10. STROKE OF FATE
  - 作曲：川上つよし
  - シングル「STROKE OF FATE」収録
11. 銀河と迷路
  - 作詞：谷中敦・作曲：NARGO
  - シングル「銀河と迷路」収録
  - フジテレビ系列ドラマ「美女か野獣」主題歌
  - ボーカルはドラムの茂木欣一
12. WALK BETWEEN RAINDROPS
作詞・作曲：ドナルド・フェイゲン
  - ライブではおなじみの楽曲。
  - ドナルド・フェイゲンの1982年発表初ソロ・アルバム『ナイトフライ』からのカバー
13. 雨の軌跡
  - 作詞：谷中敦　作曲：北原雅彦
  - DVD「CATCH THE RAINBOW」初回限定盤CD収録
  - ボーカルはトランペットのNARGO

### DISC.2
1. ルパン三世'78
  - 作曲：大野雄二
  - アルバム『Gunslingers〜LIVE BEST〜』収録
  - アニメ「ルパン三世(新)」主題歌のカバー
2. A Quick Drunkard
  - 作詞：谷中敦　作曲：加藤隆志
  - シングル「A Quick Drunkard」収録
3. サファイアの星
  - 作詞：谷中敦・作曲：沖祐市
  - シングル「サファイアの星」収録
  - ゲストボーカル：CHARA
4. Raise it all
  - 作曲：川上つよし
  - シングル「めくれたオレンジ」収録
5. カナリヤ鳴く空
  - 作詞：谷中敦　作曲：NARGO
  - シングル「カナリヤ鳴く空」収録
  - ゲストボーカル：チバユウスケ
6. SKARADA（Original Version）
  - 作曲：NARGO
  - シングル「フィルムメイカーズ・ブリード〜頂上決戦〜」C/W曲
  - ベスト・アルバム『NO BORDER HITS 2025→2001 〜ベスト・オブ・東京スカパラダイスオーケストラ〜』にも収録された（ファンクラブ限定盤のみ）。
7. 追憶のライラック
作詞：谷中敦　作曲：沖祐市
  - シングル「追憶のライラック」収録
  - ゲストボーカル：ハナレグミ
8. Dear My Sister
作詞：杉村ルイ・作曲：沖祐市
  - シングル「Dear My Sister」収録
9. フィルムメイカーズ・ブリード ～頂上決戦～
作曲：冷牟田竜之
  - シングル「フィルムメイカーズ・ブリード〜頂上決戦〜」収録
10. White Light -Live at Saitama Super Arena-
作曲：加藤隆志
  - 2007年1月14日さいたまスーパーアリーナライブ音源収録
11. 美しく燃える森
作詞：谷中敦・作曲：川上つよし
  - シングル「美しく燃える森」収録
  - ゲストボーカル：奥田民生
12. Come On!
作詞：谷中敦・作曲：川上つよし
  - アルバム『WILD PEACE』収録
13. 世界地図
作詞：谷中敦・作曲：川上つよし
  - シングル「世界地図」収録。
  - ボーカルはドラムの茂木欣一

## Disc.3　DVD　初回限定盤
1. 愛があるかい?
2. Dear My Sister
3. 火の玉ジャイヴ
4. フィルムメイカーズ・ブリード～頂上決戦～
5. めくれたオレンジ
6. カナリヤ鳴く空
7. 美しく燃える森
8. DOWN BEAT STOMP
9. 銀河と迷路
10. A Quick Drunkard
11. 世界地図
12. STROKE OF FATE
13. TONGUES OF FIRE
14. 追憶のライラック
15. サファイアの星
16. 星降る夜に
17. Come On!